# Agelas ceylonica
Agelas ceylonica är en svampdjursart som beskrevs av Arthur Dendy 1905. Agelas ceylonica ingår i släktet Agelas och familjen Agelasidae. Inga underarter finns listade i Catalogue of Life.